# 瑞雷
瑞雷（法語：Juré，法語發音：[ʒyʁe] ⓘ）是法国卢瓦尔省的一个市镇，位于该省中北部偏西，属于罗阿讷区。

## 地理
瑞雷（45°53'2"N, 3°53'29"E）面积12.07 平方千米，位于法国奥弗涅-罗讷-阿尔卑斯大区卢瓦尔省，该省份为法国中南部省份，北起顺时针与索恩-卢瓦尔省、罗讷省、伊泽尔省、阿尔代什省、上盧瓦爾省、多姆山省和阿列省接壤。
与瑞雷接壤的市镇（或旧市镇、城区）包括：圣瑞斯特昂舍瓦莱、克勒莫、格雷佐勒、吕雷、圣马塞尔迪尔费、圣马丹拉索沃泰。

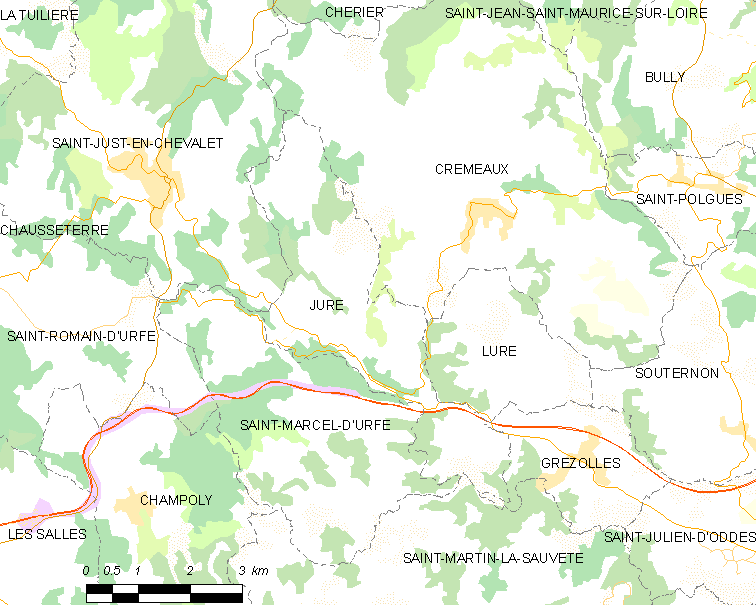
瑞雷的OSM定位图

瑞雷的时区为UTC+01:00、UTC+02:00（夏令时）。

## 行政
瑞雷的邮政编码为42430，INSEE市镇编码为42116。

## 政治
瑞雷所属的省级选区为勒奈松县。

## 人口

1962-2008年间瑞雷人口变化图示

瑞雷于2022年1月1日时的人口数量为245人。

## 交通
卢瓦尔省省道D1线线和D86线在境内交汇，D45线经过北部边境。法国国家A89号高速公路经过境内南部但未设出入口。